# Scopula sagittilinea
Scopula sagittilinea är en fjärilsart som beskrevs av W. Warren 1897. Scopula sagittilinea ingår i släktet Scopula och familjen mätare. Inga underarter finns listade.